# Lukas Jonsson
Lukas Henrik Jonsson (21 ottobre 1992) è un calciatore svedese, portiere dell'Osnabrück.

## Carriera
È cresciuto inizialmente nel settore giovanile dell'FG 86, piccola squadra con sede sull'isola di Gotland, poi è entrato a far parte del vivaio dell'IFK Norrköping. Nel 2011 ha fatto parte del Lindö FF, mentre nel 2012 ha debuttato nella quarta serie nazionale con l'Assyriska IF, altra squadra della cittadina di Norrköping (da non confondersi con l'Assyriska FF di Södertälje).
Nel 2013 è passato al Sylvia, con cui ha disputato due stagioni in Division 1, il terzo livello del campionato svedese.
A partire dal 2015 è diventato un giocatore del Sirius, squadra che all'epoca militava in Superettan. Quell'anno Jonsson – ad eccezione di un paio di partite in Coppa di Svezia – è stato sempre riserva di Andreas Andersson, il quale ha giocato tutte e 30 le partite di campionato. L'infortunio di quest'ultimo nella sfida di ritorno degli spareggi promozione contro il Falkenberg ha però permesso a Jonsson di subentrare, anche se il Sirius non è poi riuscito a centrare il salto di categoria. Ha trovato maggiore spazio l'anno successivo, giocando 19 delle 30 giornate previste dal calendario in un campionato di Superettan 2016 culminato con la promozione nella massima serie. A fine stagione ha rinnovato fino al 2019 il proprio contratto in scadenza. Nella stagione del ritorno del Sirius in Allsvenskan dopo 42 anni, Jonsson ha iniziato come riserva di Josh Wicks, ma ha giocato le ultime 7 giornate mentre la squadra stazionava con tranquillità a metà classifica.
Al fine di trovare maggiore spazio, dato che Wicks rimaneva il titolare designato, nel gennaio 2018 Jonsson è stato girato in prestito in Norvegia al Mjøndalen.
Nonostante il prestito fosse annuale, il giocatore è stato immediatamente richiamato al Sirius a luglio alla riapertura del mercato estivo, visto che la squadra stava schierando il trentaseienne Karim Fegrouch – riserva fino a lì mai utilizzata nonché preparatore dei portieri – dal momento in cui Josh Wicks è stato squalificato per positività alla cocaina. Jonsson è quindi tornato ad essere schierato stabilmente, rimanendo titolare anche in gran parte del campionato 2019 nonostante l'arrivo dell'esperto portiere John Alvbåge. Ha iniziato al Sirius anche la stagione 2021, senza però riuscire mai a giocare per via della concorrenza di David Mitov Nilsson e del giovane Hannes Sveijer.
Nel luglio del 2021 si è così trasferito nella seconda serie danese al Vendsyssel, con cui ha firmato fino al 2023.

## Palmarès

### Club

#### Competizioni nazionali
- 2. Division: 1

Esbjerg: 2023-2024